# Ernst von der Wense
Ernst Christian Friedrich von der Wense (* 3. August 1791 in Celle; † 13. Februar 1875 in Braunschweig) war ein deutscher Verwaltungsjurist und Drost in Diensten des Königreichs Hannover.

## Leben
Ernst von der Wense war Sohn des hannoverschen Staatsministers von der Wense. Er begann 1809 das Studium der Rechtswissenschaften an der Universität Göttingen und wurde dort Mitglied des Corps Hannovera. Im Zuge der Gendarmen-Affäre wechselte er im September 1809 an die Universität Heidelberg und wurde dort mit weiteren Göttinger Corpsbrüdern zum Stifter des Corps Hannovera Heidelberg. Zum engeren Freundeskreis Wenses gehörten der spätere Hannoversche General Carl von Jacobi und Ernst Reinecke. In deren hinterlassenen Erinnerungen und studentischen Stammbüchern wird er mit seinem Spitznamen Dr. Ulk erwähnt. Im Oktober 1810 kehrte er zur Beendigung seines Studiums an die Universität Göttingen zurück. In den Befreiungskriegen diente von der Wense als Leutnant im Verband des Estorffschen Husaren-Regiments.
Ernst von der Wense wurde 1818 hannoverscher Drost in Gifhorn, 1824 Drost in Oldenstadt und 1830 Drost in Fallingbostel. Von 1831 bis zu seinem Abschied aus dem Staatsdienst war er Drost und Landesökonomierat in Peine. Er besaß das Rittergut Eldingen und heiratete in erster Ehe Anna von der Schulenburg, mit der er sieben Kinder hatte, von denen zwei überlebten. Nach dem Tod seiner ersten Frau 1842 heiratete er in zweiter Ehe Sally von Girsewald.

## Auszeichnungen
- Waterloo-Medaille (Hannover)
- Kommandeur 1. Klasse des Guelphen-Ordens (1863), davor Kommandeur 2. Klasse (1860) und Ritter (1839)